# 宮本、独歩。
『宮本、独歩。』（みやもと、どっぽ。）は、エレファントカシマシのボーカルである宮本浩次の初のソロアルバム。2020年3月4日にユニバーサルミュージックから発売された。

## 概要
30年超にわたりエレファントカシマシのボーカルとして活動してきた宮本浩次が、ソロの歌手として贈りだす初のソロアルバム。
全4形態での発売となった。「初回限定612バースデーライブatリキッドルーム盤」には、自身の誕生日の6月12日に恵比寿リキッドルームで行われた『ソロ初ライヴ！宮本、弾き語り』の本編と、そのリハーサルと舞台裏を山田智和が作品化したDVDが付属している。「初回限定2019ライブベスト盤」には、2019年に出演した各地フェスなどのライブ音源を収録したCDと、ライブ映像、2019年を総括する宮本のインタビューや、Music Videoを収録したDVD、貴重なライブとバックステージフォトを収めたブックレットが付属している。また、ユニバーサルミュージック（所属レコード）のオンラインショップ「UNIVERSAL MUSIC STORE」とアミューズ（所属事務所）のオンラインショッピング「A!SMART」での限定予約受付となった「写真集付受注生産限定盤」では、中国・北京にて、岡田貴之が宮本を撮影した写真や、宮本自身で撮影した写真が収められた『宮本的北京写真日記』が付属している。

## 収録曲

### CD（通常盤）
1. ハレルヤ（3:47）
（作詞・作曲：宮本浩次 / 編曲：小林武史）
テレビ朝日系 木曜ドラマ『ケイジとケンジ 所轄と地検の24時』主題歌[5]。
2. 冬の花（4:02）
（作詞・作曲：宮本浩次 / 編曲：小林武史、四家卯大）
関西テレビ制作・フジテレビ系 火9ドラマ『後妻業』主題歌[6]。
3. 夜明けのうた（4:27）
（作詞・作曲：宮本浩次 / 編曲：小林武史、四家卯大）
テレビ東京系『日経スペシャル ガイアの夜明け』エンディングテーマ[7]。
2021年の『第72回NHK紅白歌合戦』では、東京湾のクルーズ船から披露した。
岸洋子の「夜明けのうた」とは別な曲で、関連はない。
4. きみに会いたい -Dance with you-（5:15）
（作詞・作曲：宮本浩次 / 編曲：村山☆潤）
高橋一生への提供曲をセルフカバーしている。
5. Do you remember?（4:36）
（作詞・作曲：宮本浩次）
映画『宮本から君へ』主題歌[8]。
ギター演奏として横山健が参加している[9]。
6. 獣ゆく細道（3:48） - 椎名林檎と宮本浩次
（作詞・作曲：椎名林檎 / 編曲：笹路正徳）
日本テレビ系『news zero』テーマソング。
7. going my way（3:53）
（作詞・作曲：宮本浩次）
宮本も出演する月桂冠「THE SHOT」の『マイウェイでいこうぜ篇』のCMソング[10]。
8. Fight! Fight! Fight!（4:15）
（作詞・作曲：宮本浩次 / 編曲：村山☆潤）
9. 解き放て、我らが新時代（2:48）
（作詞・作曲：宮本浩次）
宮本も出演するソフトバンク「SoftBank music project」の『新時代篇』のCMソング[11]。
10. 明日以外すべて燃やせ feat.宮本浩次（4:25）
（作詞：谷中敦 / 作曲：沖祐市 / 編曲・演奏者：東京スカパラダイスオーケストラ）
11. 旅に出ようぜbaby（4:42）
（作詞・作曲：宮本浩次 / 編曲：村山☆潤）
12. 昇る太陽（4:53）
（作詞・作曲：宮本浩次 / 編曲：村山☆潤）

### 特典CD（初回限定盤）
1. 冬の花（Live at LIQUIDROOM 2019.6.12）
2. きみに会いたい -Dance with you- （Live at LIQUIDROOM 2019.6.12）
3. 冬の花（Live from 『転がる、詩』 2019.8.4）
4. 昇る太陽（Live from 『転がる、詩』 2019.8.4）
5. going my way （Live from ROCK IN JAPAN FES. 2019.8.10）
6. 冬の花（Live from ROCK IN JAPAN FES. 2019.8.10）
7. 昇る太陽（Live from ROCK IN JAPAN FES. 2019.8.10）
8. Do you remember? （Live from WILD BUNCH FEST. 2019.8.23）
9. 昇る太陽（Live from WILD BUNCH FEST. 2019.8.23）
10. きみに会いたい　-Dance with you-（Live from COUNTDOWN JAPAN 2019.12.28）
11. 解き放て、我らが新時代 （Live from COUNTDOWN JAPAN 2019.12.28）
12. 昇る太陽（Live from COUNTDOWN JAPAN 2019.12.28）

### 特典DVD（初回限定盤）
1. 冬の花（Live from 『転がる、詩』 2019.8.4）
2. 昇る太陽（Live from ROCK IN JAPAN FES. 2019.8.10）
3. Do you remember?（Live from ROCK IN JAPAN FES. 2019.8.10）
4. 解き放て、我らが新時代～冬の花～昇る太陽～きみに会いたい -Dance with you-（Live Digestfrom オハラ☆ブレイク 2019.8.11）
5. 解き放て、我らが新時代（Live from WILD BUNCH FEST. 2019.8.23）
6. Do you remember? ～ きみに会いたい -Dance with you- ～ 解き放て、我らが新時代 ～ 昇る太陽（Live Digest from COUNTDOWN JAPAN 2019.12.28）
7. 宮本浩次インタビュー
8. 「冬の花」Music Video
9. 「昇る太陽」Music Video
10. 「Do you remember?」Music Video

## 演奏
Disc 1
- 宮本浩次
  - 歌
  - ギター (#1.3.4.7.8.9.11.12)
  - 演奏 (#9)
- 小林武史
  - Piano & Keyboards (#1.2.3)
  - Horn Arrangement (#1.3)
  - Strings Arrangement (#2.3)
- 名越由貴夫：Guitar (#1.2.3.4.11.12)
- TOKIE：Bass (#1.2.3.11.12)
- 椎野恭一：Drums (#1.3.11.12)
- 中川英二郎：Trombone (#1.3)
- エリック・ミヤシロ：Trumpet (#1.3)
- 安達練：Programming (#1.2.3.7.9.11)
- 屋敷豪太：Drums (#2.4)
- 四家卯大：Cello & Strings Arrangement (#2.3)
- 下川美帆、今井博子：Violin (#2)
- 鈴木順子、田島朗子、南條由起、原田百恵実：Violin (#2.3)
- 渡部安見子：Viola (#2)
- 島岡万理子：Viola (#2.3)
- 沖祥子、伊勢三木子：Violin (#3)
- 三木章子：Viola (#3)
- 村山☆潤
  - Programming (#4.8.11)
  - Brass Arrangement (#4.8)
  - Strings Arrangement (#8.11)
- 根岸孝旨：Bass (#4)
- 吉澤達彦：Trumpet (#4.8)
- 二井田ひとみ：Trumpet (#4.6.8)
- 半田信英：Trombone (#4.6.8)
- 佐々木はるか：Saxophone (#4.8)
- 横山健 (Hi-STANDARD)：Guitar & Chorus (#5)
- Jun Gray：Bass (#5)
- Jah-Rah：Drums (#5)
- 椎名林檎：Vocal (#6)
- 笹路正徳：Piano (#6)
- 高水健司：Bass (#6)
- 山木秀夫：Drums (#6.8)
- 朝倉真司：Latin Percussion & Timpani (#6)
- 高桑英世、森川道代：Flute (#6)
- 本田雅人、本間将人：Alto Sax (#6)
- 竹野昌邦、鈴木圭：Soprano Sax & Tenor Sax (#6)
- 山本拓夫：Baritone Sax (#6)
- ルイス・バジェ、奥村晶：Trumpet (#6)
- 村田陽一、宮内岳太郎、朝里勝久：Trombone (#6)
- 朝川朋之：Harp (#6)
- 真部裕：Concertmaster (#6)
- 徳永友美、石亀協子、伊能修、川口静華、柳原有弥、武藤宏樹、城戸喜代、石橋尚子、亀田夏絵、城元絢花、亀井友莉、林周雅、浮村恵梨子：Violin (#6)
- 生野正樹、岡さおり、金孝珍、二木美里：Viola (#6)
- 堀沢真己、遠藤益民、村中俊之、多井智紀：Cello (#6)
- ウエノコウジ (the HIATUS)：Bass (#7)
- 河村吉宏：Drums (#7)
- 佐々木貴之：Guitar (#8)
- 山口寛雄：Bass (#8)
- 吉田宇宙：Violin (#8.11.12)
- NARGO：Trumpet (#10)
- 北原雅彦：Trombone (#10)
- GAMO：Tenor Sax (#10)
- 谷中敦：Baritone Sax (#10)
- 加藤隆志：Guitar (#10)
- 川上つよし：Bass (#10)
- 沖祐市：Keyboards (#10)
- 大森はじめ：Percussion (#10)
- 茂木欣一：Drums (#10)
- グレート栄田、島内晶子：Violin (#11.12)
- 島田光理：Violin (#11)
- 大辻ひろの：Viola (#11)
- 金子由衣
  - Viola (#11)
  - Violin (#12)
- 笠原あやの、林田順平：Cello (#11.12)
- 小寺里奈、白澤美佳、白須今、徳永希和子：Violin (#12)
- 村田泰子、清田桂子：Viola (#12)

Disc 2
『転がる、詩』
- 小林武史：Keyboards
- 名越由貴夫：Guitar
- TOKIE：Bass
- 椎野恭一：Drums
- 四家卯大：Cello
- 沖祥子：Violin

ROCK IN JAPAN, WILD BUNCH FES
- 横山健：Guitar
- Jun Gray：Bass
- Jah-Rah：Drums

COUNTDOWN JAPAN
- 名越由貴夫：Guitar
- TOKIE：Bass
- 椎野恭一：Drums
- 蔦谷好位置：Keyboards